# Synagoge (Oberdollendorf)
Die Synagoge in Oberdollendorf, einem heutigen Ortsteil der Stadt Königswinter im nordrhein-westfälischen Rhein-Sieg-Kreis, wurde 1871/72 errichtet. Im Zuge der Novemberpogrome 1938 wurde sie von Nationalsozialisten ausgeraubt und beschädigt und dann im Frühjahr 1939 abgebrochen. Sie befand sich an der Heisterbacher Straße.

## Geschichte
Ein jüdisches Bethaus in Oberdollendorf hatte bereits ab 1813 in der damaligen Straße „In der Hötte“ (heute Alte Winkelgasse) in einem jüdischen Privathaus bestanden; genutzt wurde es von allen Juden in der Bürgermeisterei Oberkassel. 1865 vererbte eine in diesem Jahr verstorbene jüdische Bewohnerin der Spezialgemeinde Oberdollendorf 3.000 Reichstaler für den Bau einer neuen Synagoge. Nachdem die Nachlassverwaltung geklärt war, konnte 1871 ein Grundstück erworben und mit dem Neubau begonnen werden. Am 5. April 1872 wurde die Synagoge im Beisein von Bürgermeister und Gemeindevorsteher in einer von Juden und Christen gleichermaßen begangenen Feier eingeweiht. Sie diente auch den Juden der Spezialgemeinde Königswinter. 1906 wurde die Synagoge für 1.800 Mark renoviert und zur Arrondierung des Vorplatzes ein 46 m² großes Grundstück mit dem benachbarten Gastwirt Richarz getauscht.
Im Zuge der Novemberpogrome 1938 wurde in der Nacht vom 10. auf den 11. November die komplette Inneneinrichtung der Synagoge einschließlich der Torarolle zerstört; eine versuchte Brandstiftung misslang. Das Grundstück der Synagoge wurde durch Verkauf am 26. Februar 1939 arisiert, ihr Abbruch folgte bis April 1939 für eine geplante Nutzung als Liegewiese der Pension der neuen Eigentümerin. Seit November 1981 weist eine Gedenktafel am angrenzenden Grundstück Heisterbacher Straße 116a auf den Standort der ehemaligen Synagoge hin. 2006/07 wurde für eine Ausstellung des örtlichen Heimatvereins im Brückenhofmuseum auf Grundlage vorhandener Fotografien und eines Grundrissplans sowie von Zeitzeugenbeschreibungen ein Modell der Synagoge im Maßstab 1:30 angefertigt.

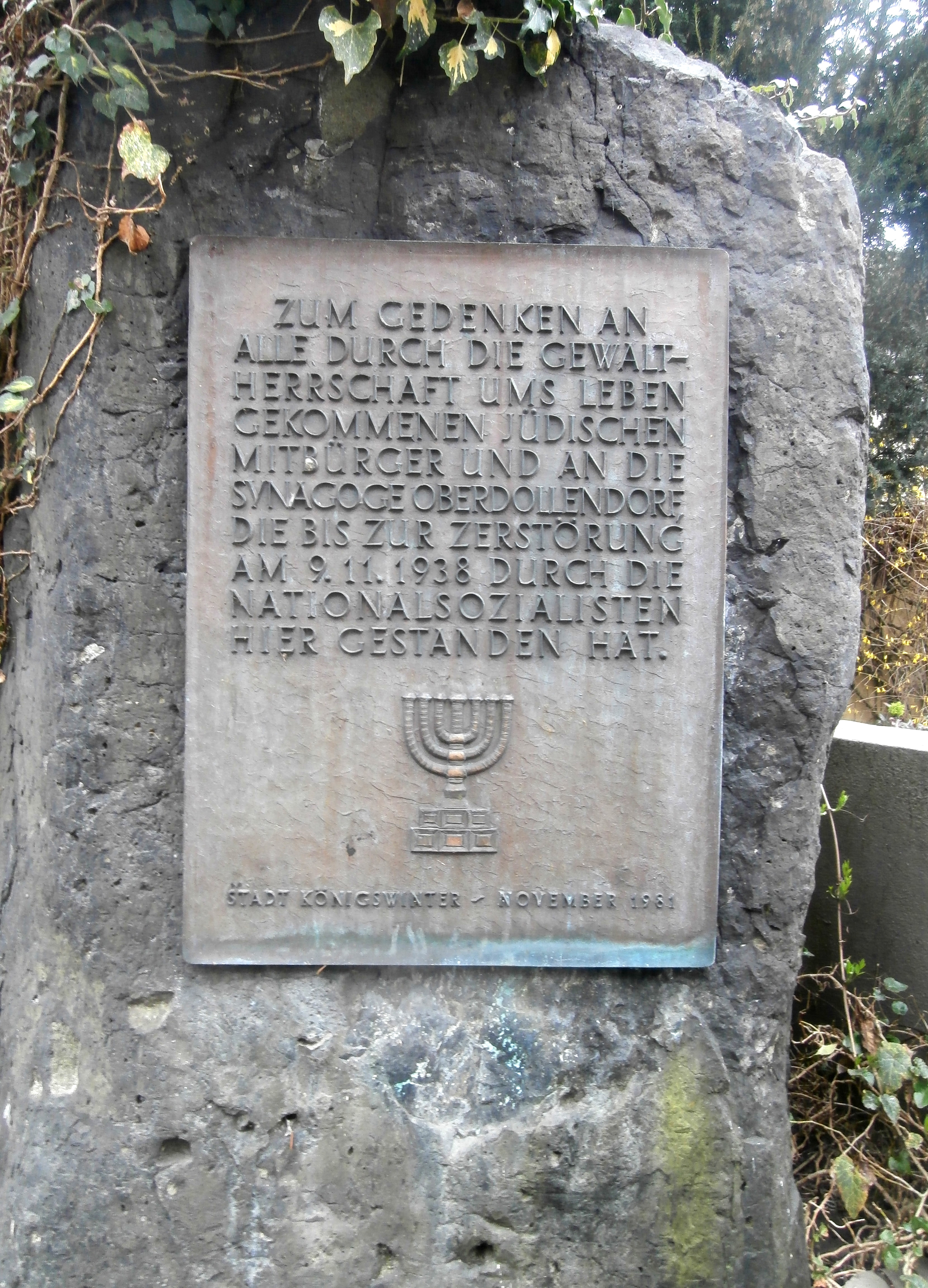
Gedenktafel, Heisterbacher Straße 116a (2015)

## Architektur
Die Synagoge war ein rechteckiger Backsteinbau, der mit Blauschiefer gedeckt war. Die zur Heisterbacher Straße gelegene Giebelseite maß 8,45 m und nahm den Eingang in Form einer Rundbogentür auf, oberhalb derer sich ein großes Rundbogenfenster zur Beleuchtung der Frauenempore befand. Die Längsseiten waren 11,7 m lang und wiesen gekoppelte Rundbogenfenster auf. Die Rückseite besaß zwei Ochsenaugen-Fenster. Auf dem Dach befand sich ein Dachreiter mit Davidstern. Nicht zweifelsfrei geklärt werden konnte, ob sich im Erdgeschoss der Giebelseite links und rechts neben der Eingangstür noch jeweils ein weiteres Rundbogenfenster befand.